# Ataifor de Son Fornés
L'ataifor de Son Fornés és un plat de ceràmica vidriada de la primera meitat del segle xii. Va ser trobat al jaciment arqueològic de Son Fornés (Montuïri, Mallorca) durant la campanya d'excavació realitzada l'any 2008, coordinada per l'equip del Museu Arqueològic de Son Fornés i sota la direcció científica del grup d'Arqueoecologia Social Mediterrània (ASOME-UAB). La seva troballa és molt valuosa ja que es tracta d'un dels pocs testimonis amb una adscripció cronològica clara de la freqüentació de Son Fornés en època islàmica. A nivell tècnic, es tracta d'un element de vaixella de gran qualitat. Va ser exposat al Museu del Louvre l'any 2014 durant l'exposició temporal Le Maroc médiéval: un empire de l'Afrique à l'Espagne. Actualment integra el fons de la col·lecció del Museu Arqueològic de Son Fornés.

## Context històric
A partir del segle ix a Mallorca es donaren les condicions per a la proliferació d'una nova organització social, més complexa en l'àmbit econòmic i més densa demogràficament, en la qual haurien conviscut tant la població autòctona de l'illa com immigrants amazics. Amb aquest rerefons, es produí cap a l'any 902/903 (290 de l'Hègira) la conquesta de Mallorca, encapçalada per Isam al-Hawlani. El geògraf andalusí Abi al-Zuhri escrigué que les tropes islàmiques assetjaren el Castell d'Alaró, on els rum es feren forts fins que caigueren després de vuit anys i cinc mesos de setge. Aquest fet suposà l'inici del període de conquesta islàmica de l'illa de Mallorca 902 – 1229. Altres investigadors s'han mostrat contraris a la idea de la conquesta, considerant que seria més versemblant que s'hagués signat un tractat de pau entre l'agent islàmic i el sector dominant de la societat mallorquina del moment.
De bon començament, Mayurqa s'incorporà als dominis de l'Emirat de Còrdova com a cora de les "Illes Orientals d'Al-Andalus". El territori de Montuïri, en el que es troba el poblat de Son Fornés, s'integra dins l'ajza o districte de Muntuy (que comprenia també per Algaida i Llucmajor).
La conquesta anà acompanyada d'un procés migratori de grups andalusins provinents de l'àmbit peninsular, sent probablement Dénia un dels focus principals. Aquests nous contingents portaren amb ells la seva experiència acumulada en la ramaderia i l'agricultura, en el patró d'assentament i en la producció ceràmica entre d'altres, donant lloc a una societat camperola i ramadera similar a la peninsular però autònoma a nivell funcional.
Al segle xi es produeix l'arribada de la majoria de les peces ceràmiques islàmiques a Mallorca. En aquest moment, ja s'hauria consolidat la dominació de l'illa gràcies a la fundació d'enclavaments a diferents punts del territori mallorquí, havent-se regularitzat també les xarxes comercials amb l'àmbit peninsular.
L'ataifor trobat a Son Fornés hauria estat produït durant la primera meitat del segle xii, moment en què Mayurqa era sota el comandament de l'Imperi Almoràvit.

## La troballa
L'ataifor fou descobert durant la campanya d'excavació que es realitzà al jaciment de Son Fornés l'any 2008. El plat aparegué fragmentat i descontextualitzat en el nivell superficial del jaciment.
Existeixen molt poques evidències arqueològiques relatives al funcionament del poblat de Son Fornés en època islàmica. Elements de vaixella de luxe de les característiques d'aquest plat estarien reservats a les elits urbanes de les grans vil·les costaneres de Mallorca. Per això la seva presència anòmala en un context rural aporta llum sobre el desconegut funcionament del camp en la Mallorca islàmica, just en els moments previs a l'ocupació de l'illa per part de les tropes de Jaume I.

## Descripció
Un ataifor es defineix com un recipient de fang cuit, boca ampla, parets altes, vora més o menys diferenciada i base còncava amb peu. El seu diàmetre de boca i l'alçada de la paret de les peces indicarien una doble funció: les peces amb diàmetres superiors als 25 cm servirien de safates mentre que les de diàmetre inferior es consideren plats. L'ataifor de Son Fornés presenta un diàmetre màxim de 24,5 cm, pel que a nivell tipològic es tractaria d'un plat. Aquest tipologia ceràmica fou important dins el repertori ceràmic de les unitats domèstiques musulmanes de Mallorca; sovint presenten vernís vidriat així com motius decoratius molt elaborats, fet pel que es consideren elements de vaixella de luxe.
L'exemplar documentat al poblat de Son Fornés està decorat seguint la tècnica de la corda seca total. Amb aquesta tècnica s'aplicava manganès a les línies decoratives, fet que impedia que els colors del vernís vidriat no es barregessin entre si. Els vernissos utilitzats en aquest plat són de color verd turquesa, verd oliva, blanc i negre. El motiu decoratiu central és un calze verd del que surt una flor de lotus. Les parets exteriors del plat presenten les tres primeres lletres del mot àrab al-yumm (la felicitat) així com un bulb, cosa que porta a considerar que el plat es pogués emprar alhora com a tapadora.

## Paral·lels
Els paral·lels més similars a l'ataifor trobat a Son Fornés es troben al criptopòrtic de l'alcàsser de la ciutat de Mértola, a Portugal, coincidint tant a nivell tipològic com decoratiu. La tècnica aplicada concorda amb la de les ceràmiques produïdes dins la primera meitat del segle xii pels artesans terrissers d'Almeria. Aquestes semblances fan pensar als investigadors que aquest plat hauria estat produït necessàriament durant la primera meitat del segle xii precisament a Almeria, ja que aquest port comercial va ser destruït per una coalició cristiana entre el 1147 - 1148. L'únic paral·lel conegut a Mallorca es documenta a la ciutat de Palma.